# Грінтоп (Міссурі)
Грінтоп (англ. Greentop) — місто (англ. city) в США, в округах Скайлер і Адер штату Міссурі. Населення — 388 осіб (2020).

## Географія
Грінтоп розташований за координатами 40°21′4″ пн. ш. 92°33′58″ зх. д. / 40.35111° пн. ш. 92.56611° зх. д. (40.351114, -92.566116).  За даними Бюро перепису населення США в 2010 році місто мало площу 2,12 км², з яких 2,12 км² — суходіл та 0,00 км² — водойми.

## Демографія
Згідно з переписом 2010 року, у місті мешкали 442 особи в 199 домогосподарствах у складі 130 родин. Густота населення становила 209 осіб/км².  Було 222 помешкання (105/км²).
Расовий склад населення:
| - 98,9 % — білих - 0,7 % — азіатів |

До двох чи більше рас належало 0,2 %. Частка іспаномовних становила 0,9 % від усіх жителів.
За віковим діапазоном населення розподілялося таким чином: 22,4 % — особи молодші 18 років, 59,5 % — особи у віці 18—64 років, 18,1 % — особи у віці 65 років та старші. Медіана віку мешканця становила 41,5 року. На 100 осіб жіночої статі у місті припадало 92,2 чоловіків;  на 100 жінок у віці від 18 років та старших — 91,6 чоловіків також старших 18 років.
Середній дохід на одне домашнє господарство  становив 51 548 доларів США (медіана — 42 500), а середній дохід на одну сім'ю — 63 472 долари (медіана — 48 571). За межею бідності перебувало 15,7 % осіб, у тому числі 22,4 % дітей у віці до 18 років та 14,4 % осіб у віці 65 років та старших.
Цивільне працевлаштоване населення становило 205 осіб. Основні галузі зайнятості: освіта, охорона здоров'я та соціальна допомога — 27,8 %, роздрібна торгівля — 21,0 %, науковці, спеціалісти, менеджери — 14,6 %, виробництво — 8,8 %.